# Ватари (уезд)
Ватари (яп. 亘理郡 Ватари-гун) — уезд, расположенный в префектуре Мияги, Япония.
По оценкам на 1 сентября 2017 года, численность населения составляет 45 414 человек, площадь 138,18 км², плотность населения 329 человек на один км².
Уезд Ватари состоит из двух посёлков.

## Посёлки и сёла
- Ватари
- Ямамото

## Слияния
Посёлки Ватари и Ямамото планируется объединить и создать новый город под названием Ватари. В этом случае уезд Ватари будет упразднён. Тем не менее пока этого не случилось.

## Население
Ниже показана динамика изменения численности населения в уезде Ватари.

                     уезд Ватари
                     посёлок Ватари
                     посёлок Ямамото

## История
В древние времена название уезда писалось как "曰理郡".
В период Бакумацу (с 1853 по 1869 год) уезд Ватари входил в состав провинции Муцу, и находился на территории княжества Сэндай.

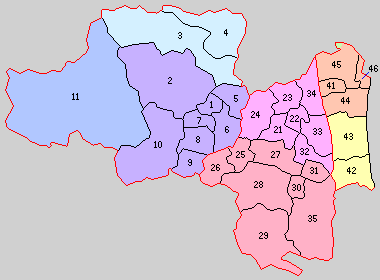
41.Ватари, 42.Сакамото, 43.Ямасита, 44.Ёсида, 45.Окума, 46.Арахама
Оранжевый — Ватари, жёлтый — Ямамото, зелёный — Иванума
С 1 по 11 — уезд Катта, с 21 по 35 — уезд Игу

- 19 января 1869 года провинция Муцу была разделена, и уезд Ватари стал частью провинции Иваки (磐城国)
- 13 декабря 1871 года с упразднением системы ханов, уезд Тода присоединён к префектуре Сэндай
- 16 февраля 1872 года префектура Сэндай переименована в префектуру Мияги
- 1 апреля 1889 года с созданием муниципальной системы были образованы посёлок Ватари (亘理町) и 5 сёл: Сакамото (坂元村), Ямасита (山下村), Ёсида (吉田村), Окума (逢隈村) и Арахама (荒浜村)
- 1 апреля 1894 года были образованы уездные органы управления в посёлке Ватари
- 1 апреля 1923 года уездный совет упразднён, уездная администрация остаётся
- 1 июля 1926 года уездная администрация упразднена
- 29 апреля 1943 года село Арахама становится посёлком Арахама (荒浜町)
- 11 января 1947 года северная часть села Окума (2,44км²) была присоединена к городу Иванума
- 1 февраля 1955 года посёлок Ватари, посёлок Арахама и сёла Ёсида и Окума слились в посёлок Ватари. Сёла Ямасита и Сакамото объединились и образовали посёлок Ямамото (山元町).